# Tremolo

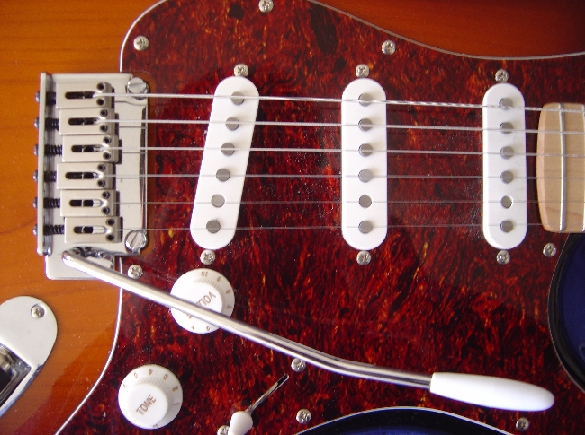
Close-up de um stratocaster com tremolo.

Tremolo (do italiano tremolo) ou trémulo é a repetição rápida de uma nota ou uma alternância rápida entre duas ou mais notas musicais (a partir de, aproximadamente, 7.5/8.0 vibrações por segundo). 
No violão, o tremolo mais simples é tocado em P AMI (Polegar, anular, médio e indicador), sendo que o polegar varia de corda enquanto os "AMI" são tocados quase ao mesmo tempo. 
Tocado em:
- Down By The Seaside do Led Zeppelin
- Rumble de Link Wray